# Zeewateraquarium en terrarium
Zeewateraquarium en terrarium is een Verkade-album, geschreven door A.F.J. Portielje, met medewerking van zijn echtgenote J.P.H. Portielje-Scholten dat verscheen in 1930. De in te plakken plaatjes werden verkregen door de bonnen die bij de Verkade-producten waren gevoegd, in te leveren. De plaatjes waren getekend en  geschilderd door Jac. J. Koeman.

## Het album
Het album is onderverdeeld in het zeewateraquarium en het terrarium en bevat vijf hoofdstukken.
1. Zeewater-aquarium (p. 3-22)
2. Met trommel, transportbus en schepnet ter vangst (p. 23-34)
3. Onze zeedieren (p. 35-70)
4. Het terrarium (p. 71-77)
5. Onze terrarium-dieren (p. 78-105)

Het album wordt afgesloten met een inhoudsregister.

### Titelplaat
De titelplaat van het album met witte rand van 4 cm was, zolang de voorraad strekte, afzonderlijk verkrijgbaar om als wandversiering te gebruiken, tegen inzending van 25 plaatjes of bonnen van dit album en 3 cent portovergoeding.

### Afbeeldingen
Voor dit album waren 126 kleine en 9 grote platen nodig. Voor een volledige serie plaatjes moesten 153 bonnen worden ingeleverd.
In het album was plaats voor 126 plaatjes van het formaat 52 × 88 mm, deels liggend, deels staand. Deze plaatjes, alle met afbeeldingen van zoutwatervissen, anemonen, zeeslakken, amfibieën, konden met zes op een pagina worden geplakt. De plaatjes zijn geplakt op de pagina's 49/50, 53/54, 57/58, 61/62, 65/66, 69, 73, 85/86, 89/90, 93/94, 97/98 en 101/102.
Het album was bij aanschaf voorzien van een kleurenplaat van 180 × 210 tegenover de titelpagina. Daarnaast was er in het album plaats voor 9 kleurenplaten van het formaat 80 × 200 mm. De grote kleurplaten waren voorzien van de letters A, B, C, D, E, F, H en I.

## Bibliografische gegevens
- Portielje, A.F.J. (1930) - Zeewateraquarium en terrarium. Zaandam: Verkade's fabrieken. "Te illustreeren met Verkade's plaatjes naar teekeningen van Jac. J. Koeman. Samenstelling van het album door Jac. J. Koeman. Bandversiering en teekeningen in den tekst van Jac.J. Koeman. Plaatjes in offsetdruk van L. van Leer & Co. Druk- en bindwerk van Blikman & Sartorius."[1] 105 pgs.